# 武田信縄
武田 信縄（たけだ のぶつな）は、戦国時代の甲斐国の守護大名・戦国大名。甲斐守護職・甲斐源氏第17代当主。武田氏14代当主。武田信玄の祖父、武田勝頼の曾祖父。
室は実名不詳の崇昌院殿（広厳院殿）。母は不詳であるが、山梨郡の国人・栗原氏の娘とする説がある。天文14年（1545年）6月19日に死去しており、信縄の孫にあたる武田晴信（信玄）は弘治2年（1556年）11月に崇昌院殿の菩提を弔うために一宮郷（笛吹市一宮町）の地を同地の広厳院に寄進し、「崇昌院殿」の法名を「広厳院殿」と改めている。
側室に山梨郡岩下村（山梨市岩下）の地侍・岩下越前守の娘がいる。実名・生没年は不詳で、『菊隠録』によれば法名は「桂岩妙英大姉」、死去は永正3年10月17日のこととされる（永正15年の同日に彼女の13回忌が行われているため）。岩下氏は武田信虎の生母とする説がある。

## 生涯
第16代当主・武田信昌の嫡男として生まれる。出生地や居館は不明であるが、信昌期以来武田氏の居館が存在した石和の川田館や、信昌隠居後の居館である東郡の落合館などが考えられている。甲斐国では室町期に上杉禅秀の乱により守護武田氏が衰退し国内外の国人勢力や守護代の跡部氏が台頭していたが、信昌期には跡部氏を排斥する一方で、郡内領主小山田氏や河内領主穴山氏など、新勢力の台頭を招いていた。
信昌は延徳3年（1491年）に落合（山梨市）へ隠居し嫡男である信縄が家督を継承する。この頃、甲斐は守護武田氏と穴山氏、東郡の栗原氏、西郡の大井氏など有力国人勢力の抗争から乱国状態となっており、駿河国の今川氏など対外勢力との抗争も発生していた。信縄への家督継承後、父の信昌は信縄の異母弟である油川信恵（彦八郎）を後継者に望むようになったといわれ、甲斐国内の乱国状態は国人勢力の抗争と信縄と信昌・信恵間の武田宗家の内訌も関係して展開され、「王代記」では甲斐乱国の状態を「兄弟争論」と記述している。
翌延徳4年6月24日（1492年）に東郡の栗原大輔（栗原信遠か）が河内の穴山信懸のもとへ退去すると、信縄は追撃を行っており（「日国記」）、同年7月22日には、市川（市川三郷町）において信縄と穴山氏の合戦が行われ（「王代記」）、同年9月9日、駿河今川氏が甲斐へと侵攻している（「塩山年代記」「王代記」）。
信恵は勝山城を本拠に父の信昌や郡内領主の小山田氏らを味方に付けて信縄と対抗する。明応4年（1495年）には相模国から伊豆への進出を志向する伊勢盛時（北条早雲）が甲斐都留郡へ侵攻し（『勝山記』）、以後は断続的に国境での抗争が起こっている。信縄期には国内の争乱もあり在地掌握が不十分で、信縄が都留郡へ出兵した記録は見られず、北条氏へ対抗する甲州勢は小山田氏が率いている。
明応5年（1496年）には境川郷（笛吹市、旧境川村）の熊野神社に制札を掲げ（「熊野神社文書」）、広厳院へ過書を下すなど領国掌握に務めている。明応7年（1498年）に明応の大地震が発生し、信縄と信昌・信恵の抗争は一時的に和睦が成立するが、永正2年（1505年）には信昌が死去し、再び信恵方との抗争が活発化した。
永正3年（1506年）、病平癒のため富士浅間大菩薩に願文を捧げたが（「北口富士浅間神社文書」）、翌永正4年（1507年）2月14日に病死した（「高白斎記」）。後を嫡男の信直（武田信虎）が継ぎ、信虎期の永正5年（1508年）、坊ヶ峰合戦で信恵方を破り、甲斐国内の統一がほぼ達成されることになった。